# Longxi (socken i Kina, Sichuan, lat 31,56, long 103,54)
Longxi (kinesiska: 龙溪乡, 龙溪) är en socken i Kina. Den ligger i provinsen Sichuan, i den sydvästra delen av landet, omkring 110 kilometer nordväst om provinshuvudstaden Chengdu.
Genomsnittlig årsnederbörd är 1 209 millimeter. Den regnigaste månaden är juli, med i genomsnitt 276 mm nederbörd, och den torraste är december, med 10 mm nederbörd.